# Vivien Endemann
Vivien Endemann (Lohne, 7 augustus 2001) is een voetbalspeelster uit Duitsland. Ze speelt als aanvaller voor VfL Wolfsburg in de Bundesliga.

## Carrière
Vivien Endemann begon haar carrière bij amateurclub TV Dinklage. Na een korte periode bij de jeugdafdeling van SV Werder Bremen, stapte ze over naar TSV Delmenhorst. Voor deze club scoorde ze 20 keer in 21 wedstrijden in het seizoen 2018/19. Hierdoor wekte ze interesse van SV Meppen dat haar wist vast te leggen. Met deze club promoveerde ze naar de Bundesliga. In haar tweede seizoen wist ze ternauwernood degradatie af te wenden. Endemann stapte over naar competitiegenoot SG Essen-Schönebeck waar ze in twee seizoenen tot 44 wedstrijden en 12 doelpunten kwam.
Voorafgaande aan het seizoen 2023/24 maakte Endemann de overstap naar de Duitse topclub VfL Wolfsburg. Ze maakte haar debuut voor deze club op 17 september 2023 in een thuiswedstrijd tegen Bayer 04 Leverkusen. In een wedstrijd om kwalificatie voor de Champions League tegen Paris FC wist Endemann haar eerste doelpunt voor de Wölfinnen te maken.

## Statistieken
| Seizoen | Club                | Competitie        | Competitie | Competitie | Beker | Beker | Overig | Overig | Totaal | Totaal |
| Seizoen | Club                | Competitie        | Wed.       | Dlp.       | Wed.  | Dlp.  | Wed.   | Dlp.   | Wed.   | Dlp.   |
| ------- | ------------------- | ----------------- | ---------- | ---------- | ----- | ----- | ------ | ------ | ------ | ------ |
| 2017/18 | SV Werder Bremen    | Regionalliga Nord | 5          | 1          | 0     | 0     | 0      | 0      | 0      | 0      |
| 2018/19 | TV Jahn Delmenhorst | Regionalliga Nord | 21         | 20         | 1     | 0     | 0      | 0      | 22     | 20     |
| 2019/20 | SV Meppen           | 2de Bundesliga    | 14         | 4          | 1     | 0     | 0      | 0      | 15     | 4      |
| 2020/21 | SV Meppen           | Bundesliga        | 22         | 3          | 2     | 0     | 0      | 0      | 24     | 3      |
| 2021/22 | SG Essen-Schönebeck | Bundesliga        | 22         | 7          | 3     | 1     | 0      | 0      | 25     | 8      |
| 2022/23 | SG Essen-Schönebeck | Bundesliga        | 22         | 5          | 3     | 3     | 0      | 0      | 25     | 8      |
| 2023/24 | VfL Wolfsburg       | Bundesliga        | 21         | 9          | 5     | 5     | 2      | 1      | 28     | 15     |
| 2024/25 | VfL Wolfsburg       | Bundesliga        | 13         | 2          | 3     | 1     | 1      | 0      | 17     | 3      |
| Totaal  | Totaal              | Totaal            | 114        | 30         | 18    | 11    | 1      | 0      | 133    | 41     |

Bijgewerkt t/m 26 februari 2025.

## Interlandcarrière
Vivien Endemann werd in maart 2024 voor het eerst opgeroepen voor het Duitse nationale team door interim-bondscoach Horst Hrubesch. Op 28 februari 2024 maakte Endemann haar debuut voor Duitsland door in te vallen voor Klara Bühl in het beslissende UEFA Women’s Nations League duel tegen Nederland die Duitsland met 2-0 wist te winnen. Hierdoor kwalificeerden Endemann en Duitsland zich voor de Olympische Spelen.